# Kontyos püspökmadár
A kontyos püspökmadár (Malimbus malimbicus) a madarak osztályának verébalakúak (Passeriformes) rendjébe és a szövőmadárfélék (Ploceidae) családjába tartozó faj.

## Rendszerezése
A fajt Francois-Marie Daudin amerikai zoológus írta le 1802-ben, a Tanagra nembe Tanagra malimbica néven.

## Alfajai
- Malimbus malimbicus nigrifrons (Hartlaub, 1855)
- Malimbus malimbicus malimbicus (Daudin, 1802)
- Malimbus malimbicus crassirostris E. J. O. Hartert, 1919[2]

## Előfordulása
Afrika nyugati és középső részén, Angola, Elefántcsontpart, Egyenlítői-Guinea, Gabon, Ghána, Guinea, Kamerun, a Kongói Demokratikus Köztársaság, a Kongói Köztársaság, a Közép-afrikai Köztársaság, Libéria, Mali, Nigéria, Sierra Leone, Togo, és Uganda területén honos.
Természetes élőhelyei a szubtrópusi és trópusi síkvidéki esőerdők és mocsári erdők, valamint ültetvények. Állandó, nem vonuló faj.

## Megjelenése
Testhossza 17 centiméter, testtömege 30-40 gramm.

## Természetvédelmi helyzete
Az elterjedési területe rendkívül nagy, egyedszáma pedig stabil. A Természetvédelmi Világszövetség Vörös listáján nem fenyegetett fajként szerepel.